# Сабионе (Ређо Емилија)
Сабионе је насеље у Италији у округу Ређо Емилија, региону Емилија-Ромања.
Према процени из 2011. у насељу је живело 377 становника. Насеље се налази на надморској висини од 72 м.